# Sư đoàn 25 Bộ binh Quân lực Việt Nam Cộng hòa
Sư đoàn 25 Bộ binh (1962-1975), là một trong 3 đơn vị chủ lực trực thuộc Quân đoàn III & Quân khu 3 của Quân lực Việt Nam Cộng hòa. Được thành lập vào giai đoạn cuối của nền Đệ nhất Cộng hòa. Do trong địa bàn Quân khu 3 có Thủ đô Sài Gòn là nơi đặt các Cơ quan đầu não của Chính phủ và Quân đội, nên Bộ Quốc phòng Việt Nam Cộng hòa quyết định thành lập thêm Sư đoàn 25 Bộ binh. Sư đoàn 25 khi thành lập tham gia hoạt động ngay tại chiến trường miền Trung, sau đó vào trú đóng ở miền Đông Nam phần của Việt Nam Cộng hòa. Vào giai đoạn này Quân đoàn III mới chỉ có 1 đơn vị Chủ lực là Sư đoàn 5 Bộ binh.
- Bộ tư lệnh đặt tại căn cứ Đồng Dù trong quận Củ Chi, tỉnh Hậu Nghĩa.

## Lịch sử hình thành
Sư đoàn 25 Bộ binh được thành lập vào ngày 1 tháng 7 năm 1962 tại Quảng Ngãi do Đại tá Nguyễn Văn Chuân làm Tư lệnh đầu tiên. Sau một năm hoàn thành guồng máy tổ chức và huấn luyện. Sư đoàn đã chính thức xuất quân vào ngày 1 tháng 3 năm 1963. Đầu năm 1964, Sư đoàn được lệnh di chuyển vào miền Nam lãnh trách nhiệm bảo vệ an ninh tại 3 tỉnh: Tây Ninh, Hậu Nghĩa, Long An thuộc khu vực miền Đông Nam phần. Năm 1965, Sư đoàn dưới sự chỉ huy của Đại tá Phan Trọng Chinh, bạn của Tư lệnh Không quân Việt Nam Cộng hòa Nguyễn Cao Kỳ và Tư lệnh Quân đoàn III, Tướng Nguyễn Chánh Thi. Sư đoàn bảo vệ Quốc lộ 4, tuyến đường cung cấp lúa gạo chính cho đồng bằng sông Cửu Long, bảo vệ các tuyến đường và thị trấn của các tỉnh Tây Ninh, Hậu Nghĩa và Long An (với tổng số 14 huyện). Lực lượng Quân giải phóng hoạt động mạnh mẽ ở cả Hậu Nghĩa và Long An ở gần thủ đô, nhưng Sư đoàn 25 mặc dù được tăng cường bởi bốn tiểu đoàn Biệt động quân, dường như không thể đánh lại Quân giải phóng địa phương, hoặc can thiệp vào hoạt động của họ. Sư đoàn bị đánh giá là "sư đoàn yếu nhất trong Quân lực Việt Nam Cộng hòa".
Đến các năm 1970 và 1971, Sư đoàn đã thực sự trưởng thành như bất kỳ 1 đơn vị thiện chiến nào khác, chuyển qua hoạt động ở chiến trường Campuchia. Năm 1972 tham gia đối đầu với Quân đội Nhân dân Việt Nam trong trận chiến Mùa hè đỏ lửa. Đã chịu tổn thất khá nặng mặc dù có hỏa lực từ B52 yểm trợ.
Qua những thành tích chiến thắng nổi bật, Sư đoàn đã 6 lần được tuyên dương công trạng trước Quân đội. Ngày 31 tháng 1 năm 1973 Bộ Quốc phòng đã quyết định cho toàn thể quân nhân các cấp thuộc Sư đoàn được mang giây biểu chương màu Bảo quốc huân chương. Sư đoàn được mệnh danh là đơn vị Sấm sét miền đông.
Năm 1975, tướng Lý Tòng Bá chỉ huy sư đoàn 25 phòng thủ ở Đồng Dù, huyện Củ Chi. Hệ thống phòng thủ chịu mũi vu hồi của Sư đoàn 10 thuộc Quân đoàn 3 Quân đội Nhân dân Việt Nam, rồi lại bị Sư đoàn 320 tấn công mạnh với xe tăng T-54/55 và bộ binh, lần lượt thất thủ. Sư đoàn 25 tan hàng, tướng Bá bị du kích Củ Chi bắt sống, tác động liên tiếp đến sự thất thủ của chính quyền Sài Gòn vào ngày 30 tháng 4.

## Đơn vị trực thuộc và phối thuộc
| Stt | Đơn vị                       | Chú thích | Stt | Đơn vị                        | Chú thích                                                                                                |
| --- | ---------------------------- | --------- | --- | ----------------------------- | --- |
| 1   | Trung đoàn 46                |           | 10  | Biệt đội Quân báo             | |
| 2   | Trung đoàn 49                |           | 11  | Biệt đội Kỹ thuật             | |
| 3   | Trung đoàn 50                |           | 12  | Biệt đội Tác chiến Điện tử    | |
| 4   | Đại đội Tổng hành dinh       |           | 13  | Tiểu đoàn Quân y              | |
| 5   | Đại đội Trinh sát            |           | 14  | Tiểu đoàn Truyền tin          | |
| 6   | Đại đội Quân cảnh            |           | 15  | Tiểu đoàn Tiếp vận            | |
| 7   | Đại đội Công vụ              |           | 16  | Tiểu đoàn Công binh chiến đấu | |
| 8   | Đại đội Quân vận (Quân xa)   |           | 17  | Trung đoàn Pháo binh          | Các Tiểu đoàn: 250 (155 ly), 251, 252, 253 (105 ly). Phối thuộc và dưới sự điều động của Tư lệnh Sư đoàn |
| 9   | Đại đội Hành chính Tài chính |           | 18  | Thiết đoàn 10                 | Thuộc "Lữ đoàn 3 Kỵ binh". Phối thuộc và dưới sự điều động của Tư lệnh Sư đoàn                           |

## Bộ Tư lệnh Sư đoàn và Chỉ huy Trung đoàn tháng 4/1975
| Stt | Họ và tên                        | Cấp bậc     | Chức vụ               | Chú thích |
| --- | -------------------------------- | ----------- | --------------------- | --------- |
| 1   | Lý Tòng Bá Võ bị Đà Lạt K6       | Chuẩn tướng | Tư lệnh               |           |
| 2   | Trương Thắng Chức Võ bị Móng Cái | Đại tá      | Tư lệnh phó           |           |
| 3   | Bùi Hữu Khiêm Võ khoa Nam Định   | Đại tá      | Tham mưu trưởng       |           |
| 4   | Trần Thanh Liêm Võ bị Đà Lạt K11 | Trung tá    | Chỉ huy Trung đoàn 49 |           |

## Trung đoàn Pháo binh
- Đơn vị phối thuộc

| Stt | Họ và Tên                         | Cấp bậc  | Chức vụ          | Đơn vị                | Chú thích |
| --- | --------------------------------- | -------- | ---------------- | --------------------- | --------- |
| 1   | Phạm Hữu Nghĩa Võ bị Đà Lạt K10   | Trung tá | Chỉ huy trưởng   | Bộ chỉ huy Trung đoàn |           |
| 2   | Huỳnh Vinh Võ khoa Thủ Đức K5     | Trung tá | Tiểu đoàn trưởng | Tiểu đoàn 250         |           |
| 3   | Phạm Văn Minh Võ khoa Thủ Đức K5  | Trung tá | Tiểu đoàn trưởng | Tiểu đoàn 251         |           |
| 4   | Phạm Minh Châu Võ khoa Thủ Đức K7 | Thiếu tá | Tiểu đoàn trưởng | Tiểu đoàn 252         |           |
| 5   | Trần Văn Yến                      | Thiếu tá | Tiểu đoàn trưởng | Tiểu đoàn 253         |           |

## Tư lệnh Sư đoàn qua các thời kỳ
| Stt | Họ và tên                         | Cấp bậc                          | Tại chức        | Chú thích                                                                                             |
| --- | --------------------------------- | -------------------------------- | --------------- | --- |
| 1   | Nguyễn Văn Chuân Võ bị Huế K1     | Đại tá                           | 7/1962-12/1962  | Giải ngũ năm 1966 ở cấp Thiếu tướng                                                                   |
| 2   | Lữ Lan Võ bị Đà Lạt K3            | Đại tá                           | 12/1962-3/1964  | Sau cùng là Trung tướng Chỉ huy trưởng trường Cao đẳng Quốc phòng                                     |
| 3   | Nguyễn Viết Đạm                   | Đại tá                           | 3/1964-12/1964  | Giải ngũ cùng cấp                                                                                     |
| 4   | Nguyễn Thanh Sằng Võ bị Huế K2    | Chuẩn tướng                      | 12/1964-6/1965  | Giải ngũ năm 1973 ở cấp Thiếu tướng                                                                   |
| 5   | Phan Trọng Chinh Võ bị Đà Lạt K5  | Đại tá Chuẩn tướng (6/1966)      | 6/1965-1/1968   | Sau cùng là Trung tướng Chỉ huy trưởng Trường Chỉ huy & Tham mưu                                      |
| 6   | Nguyễn Xuân Thịnh Võ bị Đà Lạt K3 | Chuẩn tướng Thiếu tướng (6/1968) | 1/1968-1/1972   | Sau cùng là Trung tướng Chỉ huy trưởng Pháo binh                                                      |
| 7   | Lê Văn Tư Võ bị Đà Lạt K5         | Đại tá Chuẩn tướng (11/1972)     | 1/1972-11/1973  | Bị đình chỉ quân vụ vì liên quan đến việc nhận hối lộ trong vụ buôn lậu quân trang vào tháng 10/1973. |
| 8   | Nguyễn Hữu Toán Võ khoa Nam Định  | Đại tá                           | 11/1973-12/1974 | Sau cùng là Đại tá Chỉ huy trưởng Trung tâm Huấn luyện Lam Sơn và Huấn khu Dục Mỹ                     |
| 9   | Lý Tòng Bá Võ bị Đà Lạt K6        | Chuẩn tướng                      | 12/1974-4/1975  | Tư lệnh sau cùng                                                                                      |